# Новоселица (Чернобаевский район)
Новосе́лица (укр. Новоселиця) — село в Чернобаевском районе Черкасской области Украины.
Почтовый индекс — 19926. Телефонный код — 4739.

## Население
Население по переписи 2001 года составляло 238 человек.

### Языковой состав
Родной язык населения по данным переписи 2001 года:
| Язык       | Численность, чел. | Доля     |
| ---------- | ----------------- | -------- |
| Украинский | 237               | 99,58 %  |
| Другое     | 1                 | 0,42 %   |
| Итого      | 238               | 100,00 % |

## Местный совет
19926, Черкасская обл., Чернобаевский р-н, с. Лукашовка, ул. Мироненко, 34